# Deon Lendore
Deon Lendore, född 28 oktober 1992 i Arima, Trinidad och Tobago, död 10 januari 2022 i Milam County, Texas, USA, var en trinidadisk friidrottare inom kortdistanslöpning.

## Karriär
Lendore ingick i Trinidad och Tobagos lag som tog OS-brons på 4 x 400 meter stafett vid friidrottstävlingarna 2012 i London.
Vid olympiska sommarspelen 2020 i Tokyo blev Lendore utslagen i semifinalen på 400 meter efter ett lopp på 44,93 sekunder.